# Богчино (деревня, Костромская область)
Богчино́ — деревня в составе Дмитриевского сельского поселения Галичского района Костромской области России.

## География
Деревня расположена у реки Шокша, на главном ходе Транссибирской магистрали, недалеко от остановочного пункта платформа 505 км.

## История
Согласно Спискам населенных мест Российской империи в 1872 году Богчино обозначено как село, которое относилось к 2 стану Галичского уезда Костромской губернии. В нём числилось 8 дворов, проживало 48 мужчин и 60 женщин. В селе имелись православная церковь и училище, располагалось Богчинское волостное правление.
Согласно переписи населения 1897 года в селе проживало 45 человек (20 мужчины и 25 женщин).
Согласно Списку населенных мест Костромской губернии в 1907 году село Богчино относилось к Богчинской волости Галичского уезда Костромской губернии. По сведениям волостного правления за 1907 год в селе числилось 20 крестьянских дворов и 75 жителей. В селе имелись школа и кирпичный завод. Основными занятиями жителей села были малярный промысел и работа прислугой.
Церковь Николая Чудотворца. с. Богчино зданием каменная (в два этажа), с такою же колокольнею; построена в 1797 г. на средства вдовы коллеж. сов. Иулианы Ивановны Булгаковой. Кладбище при церкви. В с. Богчине (1911 г.) однокласное училище мин. нар. просвещения. Церковь бесследно утрачена в 1930-е гг. По свидетельству жителей села, храм разобрали солдаты. Вместе с храмом было утрачено и кладбище.
Во время Великой Отечественной войны это была Ярославская область. В апреле 1942 из блокадного Ленинграда в Галич прибыл ж.д. состав с эвакуируемыми детьми, которых позднее поселили в усадьбе расположеной в д. Богчино. Детей привезла Зеленухина (Адольф) Елена Карловна, ставшая первым директором Ленинградского детского дома № 45. По возвращении из ссылки в 1945 году к ней присоединился её муж, Иваном Александрович Зеленухин, работавший сначала инструктором по сельхозтруду, а с 1947 года ставшим директором.  Детский дом существовал до конца 50-х. В начале 60-х усадьба сгорела.
До 2010 года деревня Богчино входила в состав Дмитриевского сельского поселения.

## Население
| 2008 | 2010 | 2012 | 2014 |
| ---- | ---- | ---- | ---- |
| 23   | ↘9   | ↗19  | ↘17  |